# Russian Ark
Russian Ark (Russisch: Русский ковчег, Roesski kovtsjeg) is een Russische film van Aleksandr Sokoerov opgenomen in 2002.
Deze film gaat over het leven aan het Russische hof; hiervoor werd de Hermitage één volledige dag ter beschikking gesteld.
Ruim 2000 acteurs, gekleed in hofkledij acteren in de zalen. Critici gaven de film meest lovende kritieken, anderen zeiden dat deze film niet beantwoordde aan de normale verwachting van de kijkers, omdat er geen verhaal met een protagonist is. De film is in slechts één shot gedraaid.
De kostuums zijn ontworpen naar de historische hofkledij van eind 19de eeuw.

## Verhaal
Een filmmaker komt op een magische manier in het Rusland van de 18de eeuw. Hij ontmoet in de Hermitage van Sint-Petersburg een Franse aristocraat uit de 19de eeuw. Deze gaat hem leiden door 300 jaar Russische geschiedenis.